# Francesco Tagliani
Francesco Tagliani (Lomazzo, 29 gennaio 1914 – ...) è stato un allenatore di calcio e calciatore italiano, di ruolo attaccante.

## Palmarès

### Club

#### Competizioni nazionali
- Coppa Italia: 1

Ambrosiana: 1938-1939
- Serie B: 1

Atalanta: 1939-1940